# Medroxyprogesteron
Medroxyprogesteron bzw. Medroxyprogesteronacetat (MPA) ist ein synthetisches Gestagen, das als Ovulationshemmer zur Empfängnisverhütung in der Dreimonatsspritze verwendet wird.

## Anwendung
- Ovulationshemmung: (Unterdrückung des normalen LH-Gipfels vor dem Eisprung) als intramuskuläre Injektion (3-Monats-Spritze) mit 150 mg / 2 ml (als Depo-Provera)
- Störung der Follikel-Reifung
- Störung der Proliferation von Progesteron-empfindlichen Geweben: Endometrium, Mamma: zur Therapie des Endometriumkarzinoms, Mammakarzinoms mit anfangs 400 mg bis 1000 mg / Woche danach 400 mg/Monat, und der Endometriose mit 3 × 10 mg / Tag, für 90 Tage, beginnend mit Tag-1 des Zyklus
- Prostatakarzinom, mit anfangs 500 mg, 2 mal / Woche über 3 Monate
- Erhöhung der Viskosität des Zervikalschleims (Barriere für Spermien), ebenfalls in UK zugelassen in der Therapie des Nierenzellkarzinoms
- Hormonersatztherapie zusammen mit Estrogenen (10 mg / Tag in den letzten 14 Tagen des Zyklus)[3]

## Sicherheitshinweise
Der No Observed Effect Level (NOEL) von Medroxyprogesteron ist 30 μg/Tag/kg Körpergewicht, der Acceptable Daily Intake (ADI) liegt bei 18 μg/Tag/kg Körpergewicht.

## Verwendung bei Tieren
Für die Anwendung bei lebensmittelliefernden Tieren ist es in Deutschland nicht zugelassen. Eine gesundheitliche Bewertung möglicher Rückstände in Lebensmitteln nach zootechnischer Anwendung bei Schafen durch die EU führte zu dem Ergebnis, dass für MPA aufgrund der Unbedenklichkeit keine Höchstmenge festgesetzt werden muss, wenn der Einsatz intravaginal und nur für zootechnische Zwecke erfolgt.
Bei Hunden und Katzen kann der Wirkstoff zum Abbruch der Läufigkeit bzw. Rolligkeit und zur Verhinderung einer Trächtigkeit eingesetzt werden.

## Sonstige Informationen
Im Sommer 2002 wurde bekannt, dass ein Pharmaproduzent industrielle Abfälle, die Medroxyprogesteronacetat enthielten, an eine Umwelttechnologiefirma weitergegeben hatte. Ein Zuckerhersteller wiederum hatte über zwei Jahre hinweg dieses Material in Tierfutter eingearbeitet und auch nach Deutschland verkauft. Rückstände von MPA wurden in Glukosesirup der betroffenen Firma und in Schweinefleisch nachgewiesen.

## Handelsnamen
Monopräparate
Depocon (A), Depo-Clinovir (D), Depo-Provera (CH), Farlutal (A, CH), Prodafem (A, CH), Sayana (A), diverse Generika (D)
Kombinationspräparate
Climopax (D), Indivina (D, CH), Osmil (D), Sisare (D), Triaval (CH)
Tiermedizin
Perlutex, Supprestral, Sedometril